# 幻影少年
《幻影少年》（日语：モノクローム・ファクター）是日本漫畫家空廼海里創作的日本漫畫作品。於COMIC BLADE MASAMUNE2004年5月號開始；2007年9月轉到月刊Comic Blade Avarus繼續連載，於2011年7月號連載結束。單行本全11卷。
同名電視動畫於2008年4月開始在日本播放。全24話。

## 故事簡介
中學生二海堂 昶與一個自稱白銀的神秘男子相遇后，被捲入shin的紛爭中，生活從此徹底改變了。

## 登場人物
※配音員一项中左邊為動畫版配音員，右邊則為CD版。
二海堂 昶（にかいどう あきら）
配音員：小野大輔 / 同左
動漫中為十六歲的高校生，對平常日子的感想是「無聊」。
包括運動能力在內，各方面都很強，但不主動顯示出來。
繼承了光之王劉黑的因子，類似劉黑的轉世。漫画最后刘黑将力量全部托付给昶后消失，昶也成为了新的光之王。
武器為兩把獵刀，顏色透明為其特色。他要變成他的影子「蜃」(Shin)才能跟蟲崎戰鬥
喜歡戰鬥靴和項鍊，生日：12月11日體重：57kg
白銀
配音員：諏訪部順一 / 子安武人
動漫中很少戴上墨鏡，平常總是溫柔地微笑，實際上有點腹黑。
動畫中設定為「白銀喜歡昶」，漫畫則沒有。
動畫能力方面也比漫畫顯示得少。
影世界的王，是「闇」的直系王族。與劉黑是相對應的存在，很在乎他。漫画中曾想要抹杀昶以希望刘黑可以回归。
動畫在和昶合力打敗焰緋後消失，但被昶等人認為白銀還活在這個世上。
淺村賢吾（あさむら けんご）
配音員：神谷浩史 / 關智一
動漫中為昶的同班同學，有一個姐姐，常被指「笨蛋」。
以前的頭髮是黑色的，高中時染為黃色。
漫画中是“黑暗因子持有者”，因此易被影影响及附身。
武器為拳擊手套。
生日：8月22日體重：61kg
鈴野 綾（すずの あや）
配音員：淺野真澄 / 長澤美樹
動漫中為昶的同班同學、校中的風紀委員。個性兇悍在第1集被旭稱為(學校第一兇悍的人),時常喜歡管束旭.
最怕的東西是幽靈。
武器為日本刀連同右手裝甲 生日：9月15日體重：45kg
洸
配音員：小西克幸 /－
動畫第十三集才出現的角色。
喜歡可愛的小姑娘，常常對綾性騷擾。
把悠當作弟弟一樣來看待，甚至還要悠叫他哥哥。
其實是劉黑創造出來的生命，本体是一只大型犬，製造方法與技術為禁術。
我妻秋一（わがつま しゅういち）
配音員：羽多野涉 / 石田彰
動漫中為白銀的好友，一般都被叫作"Master"。
是"BAR STILL"酒吧的老闆，同時是個有著「靈力」的盲目男人。
漫畫中，真實身分為祀翠，是劉黑以外的另外一位光之王。

### 影世界
焰緋
配音員：置鮎龍太郎 /－
因為不願祀翠被換掉，要讓兩人成為直系王族，而決定弒王，假借跟劉黑談祀翠的事，偷偷叫澤木從後方刺殺劉黑。
之後把劉黑的因子拿走，用其放逐白銀。
冰瀏
焰緋用劉黑的因子創造出來的「子」，最後回歸「核心」的昶身上。
澤木
露露
配音員：田村由香里 /－
動漫中是可愛少女形象，後被綾打敗，想跟綾當朋友。
志紀
七夜
配音員：吉野裕行 /－

### 其他
淺村 麻結（あさむら まゆ）
配音員：小清水亞美 / 三石琴乃
淺村賢吾的姐姐，最強的能力是感應帥哥。愛喝酒，有靈異體質。
順帶一提，當她見到帥哥時候，她會嘖鼻血，然後說:「好萌」
曾對昶說三圍是92-58-85；昶回應為80-66-76。
劉黒
算是昶的前世，被祀翠評為「天然」，身邊的人對他的評語是:個性與外表不相稱。
與白銀相對的光之王。
創造了洸。與澤木是想法相近的朋友。
九条悠（くじょう はるか）
配音員：齋賀觀月 /－
TV版的原創角色。九條家當家。
三歲時，爺爺九條真之介將密術傳授給自己的哥哥，後來失敗之後所有家人都被大火燒死。在那之後便被焰緋給盯上。
與昶等人為好朋友，實際上卻不斷提供情報給七夜及露露，他們才不斷遭受攻擊。
大久保 彦十郎（おおくぼ ひこじゅうろう）
配音員：向井修 /－
TV版的原創角色。
九條家管家。
對悠非常忠心，若週遭出現什麼不雅畫面，會擋在悠面前並以回家藉口帶走悠。
牛先生（牡牛の男）（本名不詳——TV版揭秘为九条悠）
配音員：森川滋夫 /－

## 用語
即時分身
製造分身（影子）來使SHIN具現化的道具，灰色的娃娃。
在動漫中有嘲笑昶的表情，白銀的解釋為「錯覺」。
在SHIN時踩它進入具現化狀態。
脫離狀態有兩種說法，一是Master說的－－「心裡想著就行」，二是白銀及事實証明－－喊出「影化解除」(doppelganger release)。

## 出版書籍
| 卷數 | Mag Garden     | Mag Garden             | 東立出版社     | 東立出版社             |
| 卷數 | 發售日期       | ISBN                   | 發售日期       | ISBN                   |
| ---- | -------------- | ---------------------- | -------------- | ---------------------- |
| 1    | 2005年4月10日  | ISBN 978-4-86127-132-8 | 2006年1月11日  | ISBN 986-11-7734-5     |
| 2    | 2005年12月10日 | ISBN 978-4-86127-216-5 | 2006年6月12日  | ISBN 986-11-7735-3     |
| 3    | 2006年9月10日  | ISBN 978-4-86127-291-2 | 2007年3月13日  | ISBN 978-986-11-8951-2 |
| 4    | 2007年9月10日  | ISBN 978-4-86127-422-0 | 2008年2月20日  | ISBN 978-986-10-0704-5 |
| 5    | 2008年3月28日  | ISBN 978-4-86127-486-2 | 2008年8月4日   | ISBN 978-986-10-1590-3 |
| 6    | 2008年9月10日  | ISBN 978-4-86127-534-0 | 2008年12月22日 | ISBN 978-986-10-2565-0 |
| 7    | 2009年3月10日  | ISBN 978-4-86127-605-7 | 2009年7月21日  | ISBN 978-986-10-3509-3 |
| 8    | 2009年12月10日 | ISBN 978-4-86127-682-8 | 2010年5月12日  | ISBN 978-986-10-5002-7 |
| 9    | 2010年7月9日   | ISBN 978-4-86127-748-1 | 2011年3月21日  | ISBN 978-986-10-6110-8 |
| 10   | 2011年3月2日   | ISBN 978-4-86127-829-7 | 2012年1月3日   | ISBN 978-986-10-7439-9 |
| 11   | 2011年11月15日 | ISBN 978-4-86127-921-8 | 2013年1月31日  | ISBN 978-986-10-9206-5 |

## 電視動畫

### 製作人員
- 原作 - 空廼海里
- 監督 - 紅優
- 系列構成 - 河原ゆうじ
- 人物設計 - 須賀重行
- 美術監督 - 桑原悟
- 色彩設計 - 西表美智代
- 攝影監督 - 中村昌樹
- 編輯 - 後藤正浩
- 音響監督 - 鶴岡陽太
- 音樂 - 阿保剛、村上純
- 製作人 - 田頭伸哉、飯塚寿雄、三瓶茂人、大澤信博
- 動畫製作人 - 安部正次郎
- 企劃 - GENCO
- 動畫製作 - A.C.G.T
- 製作 - Project monochrome

### 主題曲
片頭曲〈Metamorphose〉
作詞 - KOKOMI / 作曲 - 黒須圭亮 / 編曲 - 村上純 / 歌 - Asriel
片尾曲
（第1話 - 12話、最終話）
作詞 - 松澤由美 / 作曲、編曲 - 清水永之 / 歌 - 昶&賢吾（小野大輔、神谷浩史）
（第13話 - 23話）
作詞 - 松澤由美 / 作曲、編曲 - 清水永之 / 歌 - 白銀&洸（諏訪部順一、小西克幸）

### 各話列表
| 話數   | 日文標題 | 中文標題   | 腳本       | 分鏡             | 演出       | 作畫監督          |
| ------ | -------- | ---------- | ---------- | ---------------- | ---------- | ----------------- |
| 第1話  |          | 銀色之影   | 河原ゆうじ | 紅優             | 園田雅裕   | 宮田奈保美        |
| 第2話  |          | 傷痕之影   | 河原ゆうじ | 池田重隆         | 池田重隆   | 本田辰雄 福地和浩 |
| 第3話  |          | 侵蝕之影   | 河原ゆうじ | 高田昌宏         | 高田昌宏   | 服部憲知          |
| 第4話  |          | 劍之影     | 河原ゆうじ | タムラコータロー | 小野田雄亮 | 徳田夢之介        |
| 第5話  |          | 背後之影   | 河原ゆうじ | 園田雅裕         | 園田雅裕   | 宮田奈保美        |
| 第6話  |          | 薔薇之影   | 河原ゆうじ | 福田道生         | 内田祐司   | 小谷杏子          |
| 第7話  |          | 美神之影   | 河原ゆうじ | 池田重隆         | 池田重隆   | Park Sang Jin     |
| 第8話  |          | 莎翁之影   | 河原ゆうじ | 鎌仲史陽         | 村山靖     | 南伸一郎          |
| 第9話  |          | 笑忘亭之影 | 河原ゆうじ | 石平信司         | 高田昌宏   | 服部憲知          |
| 第10話 |          | 虛像之影   | 河原ゆうじ | 上原秀明         | 小野田雄亮 | 福重秀一          |
| 第11話 |          | 焦躁之影   | 河原ゆうじ | 白日胡乱         | 内田祐司   | 清水博明 小谷杏子 |
| 第12話 |          | 消滅之影   | 河原ゆうじ | 池田重隆         | 池田重隆   | Park Sang Jin     |
| 第13話 |          | 光人之影   | 河原ゆうじ | 園田雅裕         | 園田雅裕   | 宮田奈保美        |
| 第14話 |          | 危險之影   | 河原ゆうじ | タムラコータロー | 村山靖     | 南伸一郎          |
| 第15話 |          | 仁術之影   | 関島眞頼   | 赤坂三十郎       | 高田昌宏   | 服部憲知          |
| 第16話 |          | 肖像之影   | 河原ゆうじ | 工藤進           | 工藤進     | 松本文男          |
| 第17話 |          | W之影      | 関島眞頼   | 池田重隆         | 池田重隆   | Lee Jong Hyun     |
| 第18話 |          | 逢瀨之影   | 山田由香   | 福田道生         | 小野田雄亮 | 福重秀一          |
| 第19話 |          | 樂園之影   | 河原ゆうじ | 園田雅裕         | 園田雅裕   | 安藤正浩          |
| 第20話 |          | 獻身之影   | 関島眞頼   | 吉田英俊         | 内田祐司   | 南伸一郎          |
| 第21話 |          | 白馬之影   | 山田由香   | 工藤進           | 工藤進     | 松本文男          |
| 第22話 |          | 背叛之影   | 河原ゆうじ | 池田重隆         | 池田重隆   | Lee Jong Hyun     |
| 第23話 |          | 真相之影   | 河原ゆうじ | 赤坂三十郎       | 高田昌宏   | 服部憲知          |
| 第24話 |          | 王之影     | 河原ゆうじ | 園部雅裕         | 園部雅裕   | 安藤正浩          |

### 播放電視台
| 播放地區   | 播放電視台 | 播放日期                | 播放時間             | 聯播網         | 備註   |
| ---------- | ---------- | ----------------------- | -------------------- | -------------- | ------ |
| 關東廣域圈 | 東京電視台 | 2008年4月7日 - 9月29日  | 星期一 26:00 - 26:30 | 東京電視台系列 |        |
| 大阪府     | 大阪電視台 | 2008年4月9日 - 10月1日  | 星期三 26:25 - 26:55 | 東京電視台系列 |        |
| 日本全域   | AT-X       | 2008年5月28日 - 11月5日 | 星期三 11:00 - 11:30 | CS放送         | 有重播 |

## 遊戲
《Monochrome Factor cross road》（モノクローム・ファクター cross road）
- 對應平台：PlayStation 2
- 類型：戀愛遊戲
- 發售日：2008年11月27日
- 發售商：5pb.

遊戲故事為動畫續篇。
主題曲
主題曲
作詞：KOKOMI、作曲：黒瀬圭亮、編曲：村上純、歌：Asriel
片尾曲
作詞：松澤由美、作曲・編曲：清水永之、歌：昶（小野大輔）

## 外部連結
- （日語）《幻影少年》動畫版官方網站 （页面存档备份，存于）
- （日語） 月刊Comic Blade Avarus官方網站 （页面存档备份，存于）